# 日本とイランの関係
日本とイランの関係（ペルシア語: روابط ایران و ژاپن、英語: Iran–Japan relations）では、日本とイランの外交関係について述べる。公式に樹立されたのはパフラヴィー朝ペルシャ時代の1926年であった。

## 両国の比較
|             | イラン                                                 | 日本                            | 両国の差               |
| ----------- | ------------------------------------------------------ | ------------------------------- | ---------------------- |
| 人口        | 8,920万人（2023年)                                     | 1億2711万人（2015年）           | 日本はイランの約1.6倍  |
| 国土面積    | 164万8195 km2                                          | 37万7972 km2                    | イランは日本の約4.4倍  |
| 首都        | テヘラン                                               | 東京                            |                        |
| 最大都市    | テヘラン                                               | 東京                            |                        |
| 政体        | イスラム共和制                                         | 議院内閣制                      |                        |
| 公用語      | ペルシア語                                             | 日本語                          |                        |
| 国教        | イスラム教シーア派ジャアファル法学派（十二イマーム派） | なし                            |                        |
| GDP（名目） | 3969億1500万米ドル（2015年）                           | 4兆1162億4200万米ドル（2015年） | 日本はイランの約10.4倍 |
| 防衛費      | 102億6500万米ドル（2015年）                            | 409億米ドル（2015年）           | 日本はイランの約4.0倍  |
| 地図        |                                                        |                                 |                        |

## 歴史
第二次世界大戦中を例外とすれば、歴史を通して両国は比較的友好的かつ強く戦略的な関係を維持してきた。また、日本とイランはアフガニスタン再建やイスラエル＝パレスチナ紛争などの中東の地域的な外交関係において協調している。

### 明治維新以前（～1868年）

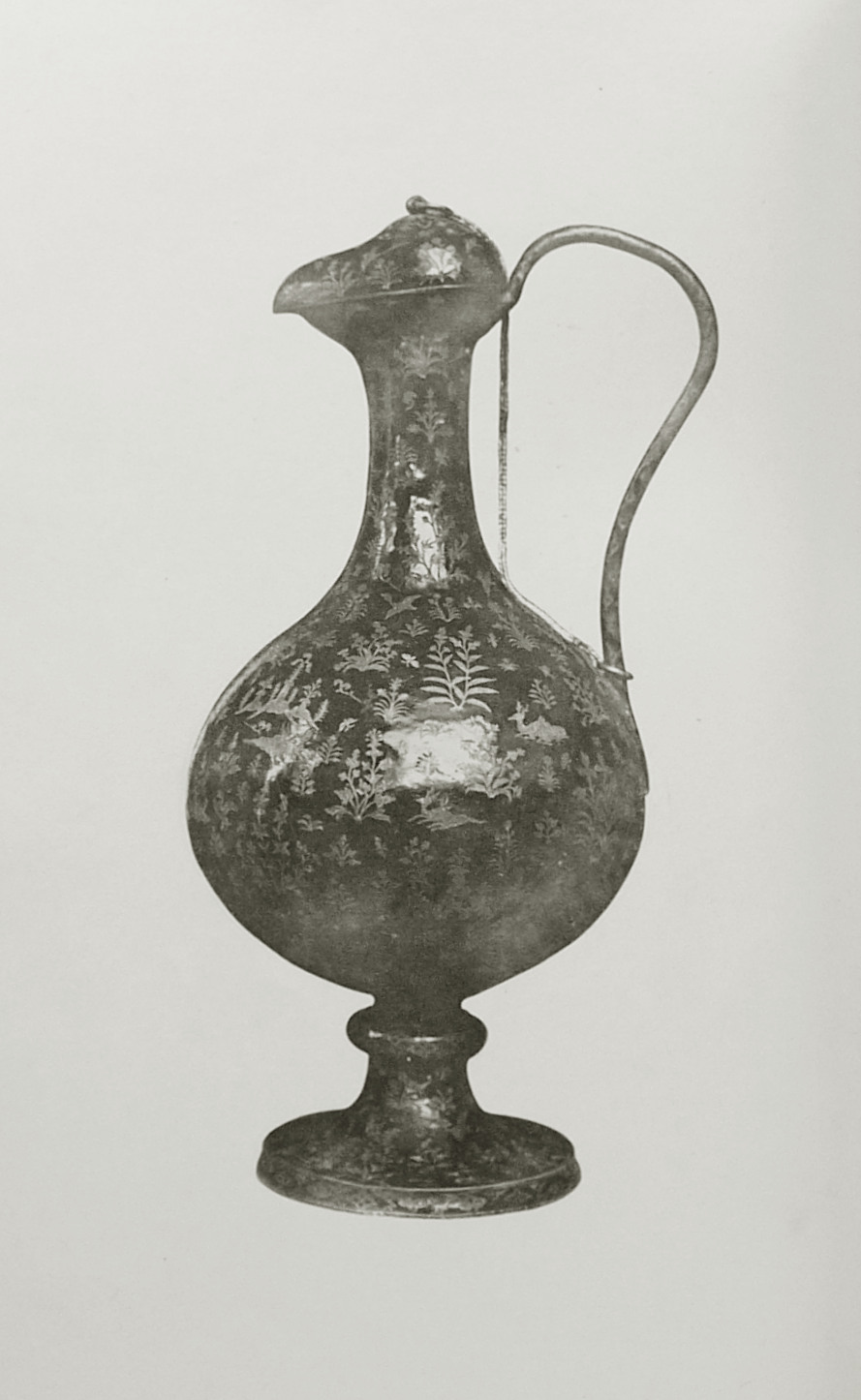
ペルシャ風水差し正倉院宝物の『漆胡瓶』

地理的に離れていた日本とイラン（ペルシャ）は、有史以来19世紀までほとんど直接の交流を持っておらず、シルクロードを経由して、イランの影響を受けた美術品が日本にもたらされる程度の関係であった。有名なものに瑠璃杯や白瑠璃碗がある。
数少ない例外として、奈良時代の天平年間に日本を訪問したペルシャ人のことが、勅撰史書『続日本紀』に記載されている。736年（天平8年）、ウマイヤ朝のヒシャーム・イブン・アブドゥルマリクがカリフだった時代、日本では藤原四子政権晩期に相当する時期に、遣唐副使中臣名代が唐人3人と波斯人（ペルシャ人）1人を伴って日本に帰国し、聖武天皇に謁見した。李密翳という中国名で記録されたこのペルシャ人には位が授けられているが、その後の消息は不明である。
2016年に平城宮跡から出土した木簡の解読により破斯清道という大学寮の官吏（765年当時）がいたことが判明したが、破斯（波斯）はペルシャを意味する名であり、李密翳もしくはその関連人物ではないかと推測されている。
また遣唐使で景教、祆教、摩尼教などの中東の宗教文化が伝来し真言密教などの仏教に取り込まれていたとする向きもある。

### 明治維新から第二次大戦終結まで（1868～1945年）

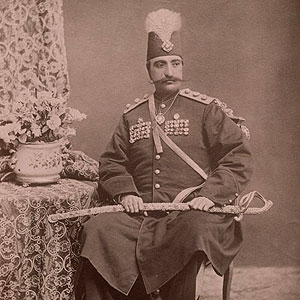
日本の外交使節と初めて接見したナーセロッディーン・シャー

1878年にロシア帝国に向かった日本の使節、榎本武揚がサンクトペテルブルクでガージャール朝ペルシャの国王ナーセロッディーン・シャーと公式に謁見した。また1880年には外務省御用掛の吉田正春を正使とする使節団が記録に残る日本人として初めてペルシャの地を踏み、テヘランでナーセロッディーン・シャーに謁見し通商の許可を得ている。しかしながら、公式な外交関係はパフラヴィー朝成立後の1926年まで樹立されなかった。1935年、パフラヴィー朝は国号をペルシャからイランに改めた。日本とイランの友好条約が調印されたのは1939年で、国王のレザー・シャーが親ドイツであったこともあり、第二次世界大戦で中立を保っていたスペイン、スウェーデン、スイスなどと同様に、日本との間で誠実な関係が築かれていた。太平洋戦争勃発後のイランは中立を宣言したが、既にイギリスとソビエト連邦から内政干渉を受けていたイランが中立を守り抜くことは困難を極めた。

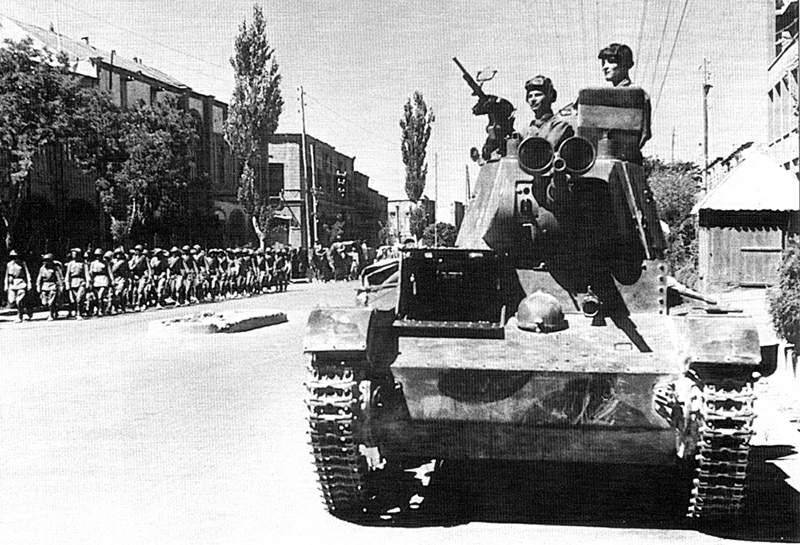
タブリーズを進む赤軍のT-26軽戦車と軍人たち

1941年8～9月、英ソ両国の軍隊がイランの国土を蹂躙して親ドイツ派で政治手腕に長けていたレザー・シャーを強引に廃位させて、若年で扱いやすいモハンマド皇太子を新しい君主に据えるなど、英ソ両国によるイランへの内政干渉が続いた。こうした外交圧力により、1942年4月にイランは日本との国交を断絶、1945年2月28日には日本を含む枢軸国に対して宣戦布告するに至った。その後、日本とイランは国交を回復することがないまま、1945年8月、日本はポツダム宣言を受諾して降伏した。

### 第二次大戦終結からイラン革命まで（1945～1979年）
1953年、日本とイランの間で公式な外交関係が復活する。サンフランシスコ講和条約が調印された後であった。
同年、日章丸事件が起こる。この事件が、イラン人が親日的である理由の一つと指摘されることがある。
1955年、パフラヴィー朝イラン帝国とイギリス、トルコ、パキスタン、イラク王国の5ヶ国で中東条約機構（METO）を結成した。加盟国のうちイギリス、イラクを除く3ヶ国はソビエト連邦と国境を接しており、中東版の北大西洋条約機構（NATO）、日米安保体制に位置づけられる反共ブロックであった。本部をイラクの首都バグダードに置いていたので、バグダード条約機構とも称された。同じ反共陣営の君主国同士として、正式な国交を樹立したばかりの日本とイランの二国関係は極めて良好なものであった。石油の輸出入を筆頭に経済関係が深まっただけでなく、両国の皇族がお互いに公式訪問もしている。（詳細は日本とイランの関係#パフラヴィー朝時代（1925～1979年）を参照。）
1958年にはイランの隣国イラクで王政打倒のクーデターが起こり、親米反共のイラク王国が崩壊。翌1959年には、ソビエト連邦との結び付きを深めたイラクが中東条約機構から脱退した。これにより、中東条約機構は中央条約機構（CENTO）に改称され、本部は東側陣営に寝返ったイラクの首都バグダードからNATO加盟国でもあるトルコの首都アンカラに移転した。引き続き反共陣営に留まったイランは、以後20年近くに渡って反共の親米国であり続け、相対的に中東における重要性を増して行った。パフラヴィー朝イラン帝国は秘密警察「サヴァク」が共産分子や宗教分子を取り締まる独裁国のような一面も持っていたが、同時代に親米の独裁体制を敷いていた韓国（1993年まで軍事政権）や台湾（1987年まで戒厳令下の国民党一党独裁）、フィリピン（1986年まで戒厳令下の独裁体制）、南ベトナム（1975年の滅亡まで軍事政権）などとの良好な関係と同様、日米安保体制を主軸とする日本にとってイランは友好国であり続けた。
1974年、日本とイランはビザ免除の観光協定に調印し、両国の国民はビザなしでお互い自由に観光訪問をすることが可能になった。1976年6月、石油化学工業地帯として繁栄していたホラムシャハル（ホッラムシャフル）に日本国総領事館を設置することが定められ、翌1977年1月に総領事館が開設された。1978年10月の時点で在イラン邦人が約7000名も在住するようになる。

### イラン革命からアフマディーネジャード政権まで（1979～2013年）

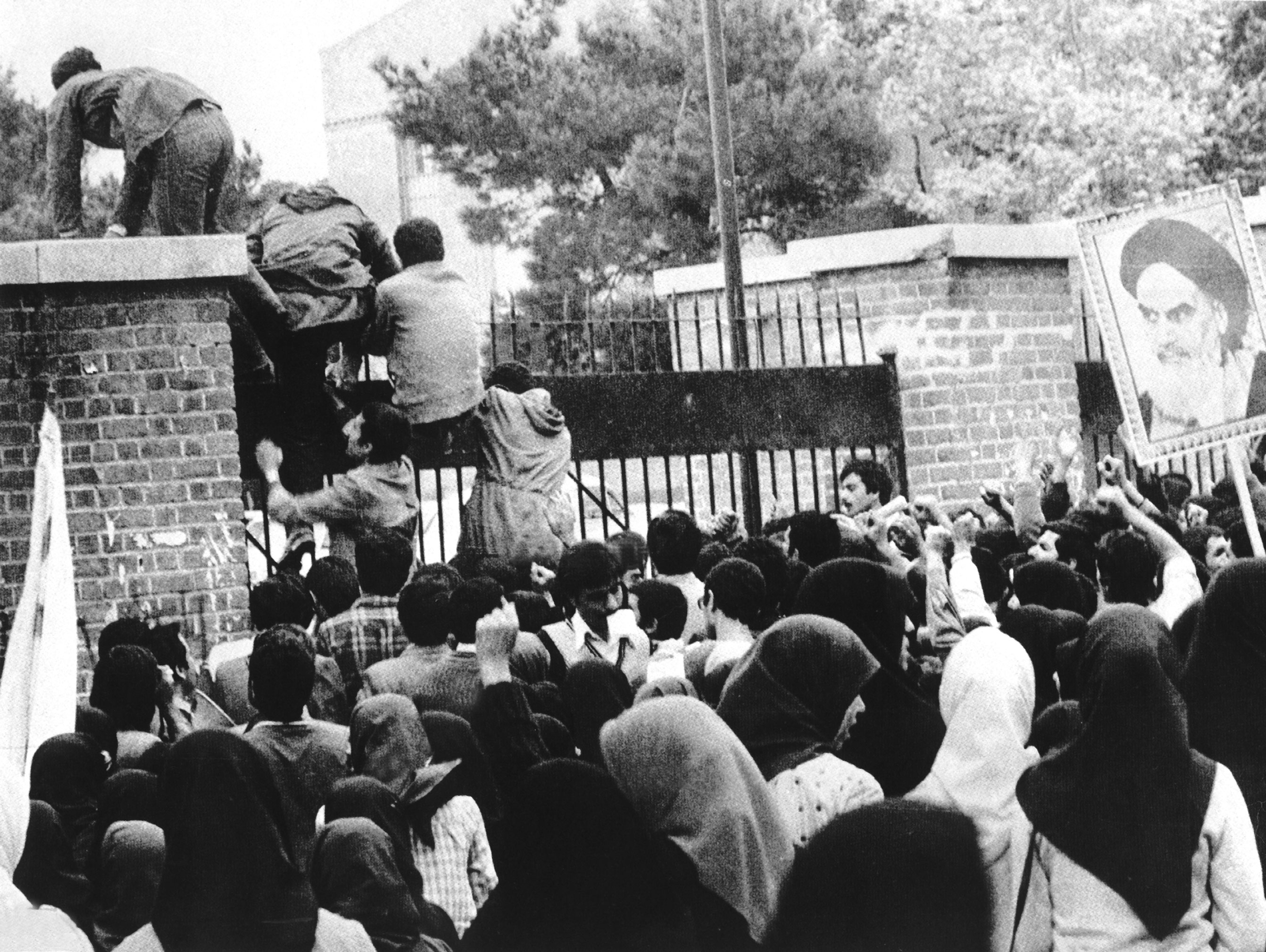
在イランアメリカ合衆国大使館を襲撃する暴徒

しかし1979年2月、イランで革命が起こってパフラヴィー朝が崩壊して、それまで親米国であったイランは反米姿勢を露わにした。同年11月には首都テヘランのアメリカ大使館に暴徒が乱入してアメリカ人を人質に取った。これは宣戦布告同然の行為であり、本来であればイラン当局は暴徒を取り締まるべき立場にあったが、当時のイラン暫定政権は反米急進派のイスラーム革命評議会と二重政府状態にあり、人質解放へむけて積極的に動けなかった。さらに事件がもとで暫定政権が総辞職すると、革命評議会は公式に政治権力を握り、立てこもった暴徒を陰に陽に擁護するようになった。
1980年4月、業を煮やしたアメリカはイランに国交断絶を通告し、経済制裁を発動した。この事件を解決できなかったアメリカのジミー・カーター大統領は威信を大いに傷つけられ、大統領選での再選も叶わず、ロナルド・レーガンへの政権交代を許す一因となった。このアメリカ大使館人質事件はレーガン大統領が就任してすぐに解決したが、この事件はイランとアメリカの関係を決定的に悪化させた。
上記のアメリカ大使館人質事件に加えて、重要な親米国群である湾岸諸国をイランによる王制転覆から守る意味合いからも、1980年代は、イラン・イラク戦争（レーガン政権の時期とほぼ重なる）でアメリカがイランの敵イラクを支援するという構図が出来上がった。アメリカの外交政策の影響で、日本もイランとの関係を縮小させるように圧力がかけられ、一方で日本とイラクの関係が深まる結果となった。以降、日本はアメリカの外交政策も伺いながら、可能な範囲でイランとの関係を維持、強化するようになる。
1992年4月、観光目的で入国したにもかかわらず不法滞在する在日イラン人の増加を理由に、革命前に締結されて継承もされていたビザ免除の観光協定が停止された。2004年から日本はイラン最大のアーザーデガーン油田の開発事業を行っている。
2010年2月23日、イランのアリー・ラーリージャーニー国会議長が衆議院の招待で来日した。議長は、同月24日に岡田克也外務大臣と会談し、同月27日には長崎市を初めて訪れ、長崎原爆資料館を見学した。議長は記者団に「世界に一つでも原爆が存在すれば人類への脅威だ。人々は、核のない世界に向けて立ち上がるべきだ」と感想を述べた。見学後、田上富久長崎市長らと共に資料館近くの爆心地公園にある原爆落下中心地碑に献花した。
2011年12月9日、日本は「国際連合安全保障理事会決議第1929号の履行に付随する措置の対象の追加について」に基づき、イランの原子力開発に関わる銀行3行（累次の決議及び昨年の付随措置との合計20行）、銀行以外の者106団体・1個人（累次の決議及び昨年の付随措置との合計267団体・66個人）に対する支払等及び指定された者との間の資本取引等を許可制とし、銀行とのコルレス関係を停止した。また、金融活動作業部会（FATF）の声明を受け、金融機関等に対し、顧客の本人確認義務、疑わしい取引の届出義務及び外国為替取引に係る通知義務の履行を徹底するよう要請した。

### 安倍・ロウハーニー政権期（2013～2020年）

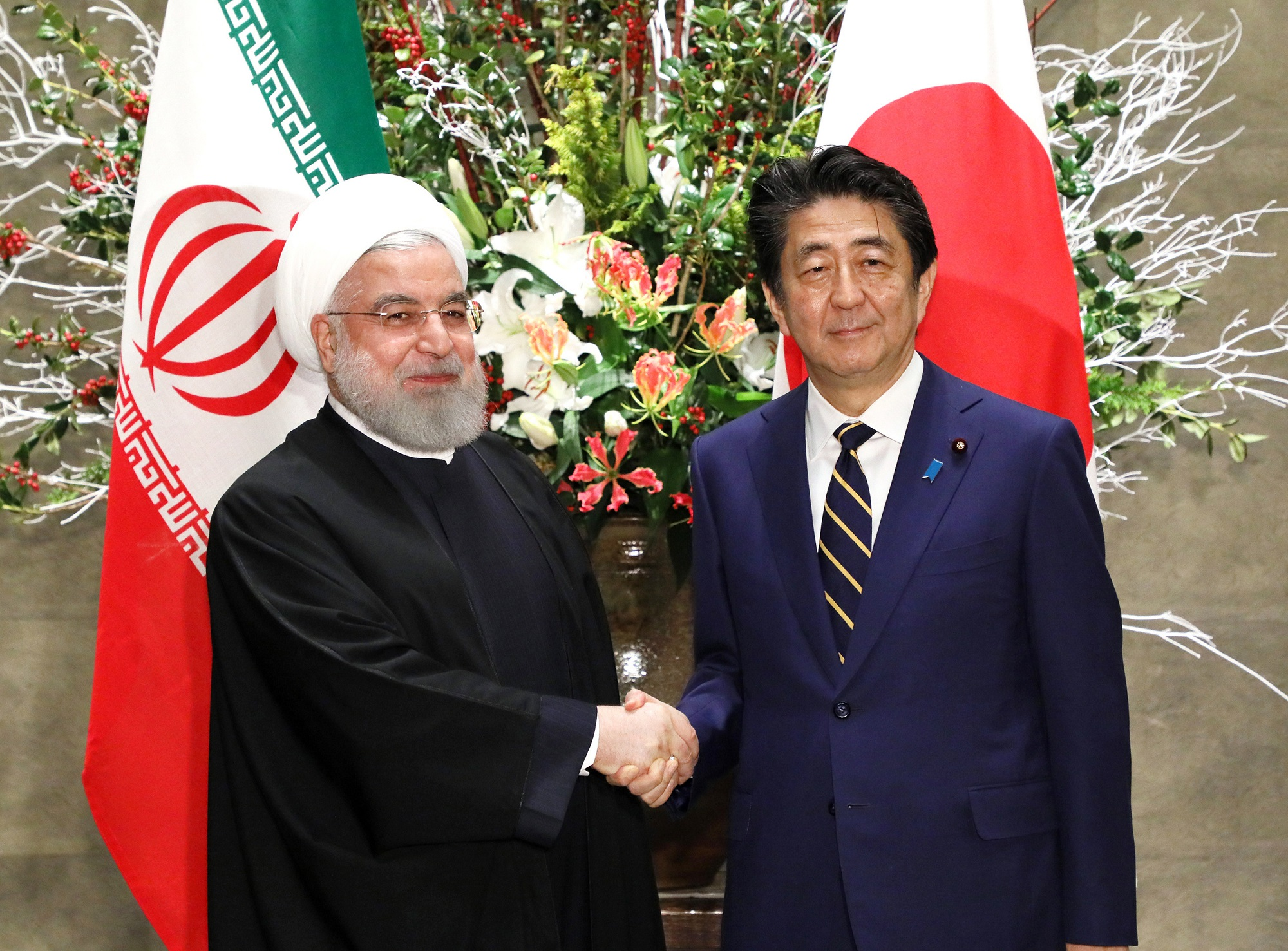
握手する安倍晋三とハサン・ロウハーニー（2019年12月20日）

2005年にハータミー大統領が退陣してからは、長らく日本とイランの首脳会談は行われていなかった。しかし、2012年12月の衆院選の結果を受けて日本で安倍晋三が内閣総理大臣に返り咲き、イランでは強硬派のマフムード・アフマディーネジャード大統領が最長任期を満了して迎えた2013年6月の大統領選の結果を受けて同年8月からハサン・ロウハーニーが大統領に就任すると、両国の首脳は急速に関係を改善させた。安倍首相は、いち早くロウハーニー大統領の就任に対して祝辞を述べ、翌9月には首相の親書を携えた高村正彦総理特使をイランに派遣してロウハーニー大統領らと会談を行った。その後しばらく、ニューヨークで毎年開催される国連総会など第三国の国際会議に参加する機会を捉えて安倍首相とロウハーニー大統領が会談することが慣例となっている。具体的には、2013年9月26日（現地時間、以下同）に国連総会開催中のニューヨークでロウハーニー大統領が就任してから初の首脳会談が実現し、翌2014年9月23日には同じく国連総会開催中のニューヨークで二度目の首脳会談を行った。また、2015年は、9月27日に国連総会開催中のニューヨークで定例となった首脳会談を行っただけではなく、遡る4月22日にも60周年記念を迎えたアジア・アフリカ会議を開催中のジャカルタで首脳会談の場を設けた。2016年9月、国連総会開催中のニューヨークで、同地では4度目、通算で5度目となる安倍・ロウハーニー首脳会談が行われた。尚、2016年8月には、革命直前のイランを訪問した福田赳夫首相以来38年ぶりとなる日本の現役首相のイラン訪問が予定されていたが、急遽、日本側の都合により安倍首相のイラン訪問の中止が決定された。政府筋によると、安倍首相はアメリカ大統領選の実施を待ち、その後にイラン訪問の是非を再検討する意向とのこと。
2017年1月8日の夜（現地時間）、ホメイニー師の弟子でありイラン革命の成就と防衛に生涯を捧げた、イラン公益評議会議長にして元大統領のハーシェミー・ラフサンジャーニーが心臓発作によりテヘラン市内の病院で逝去、82歳であった。翌9日、岸田文雄外務大臣が哀悼のメッセージを発出、10日には安倍首相がラフサンジャーニー元大統領の功績を偲びつつ、心からの哀悼の意を伝えるメッセージを発出した。また、この訃報を受けて、鈴鹿光次駐アフガニスタン日本大使が在アフガニスタン・イラン大使館を訪問してバフラーミー駐アフガニスタン・イラン大使と会談、テヘランでラフサンジャーニー元大統領と何度か会って話したことがある旨を挙げて故人を回想しつつ、得意のペルシャ語で「ラフサンジャーニー師の死去に際して、深い追悼の意を表明する。／同師とのすばらしい思いでとともに／2017年1月10日／鈴鹿光次・駐アフガニスタン日本大使」と記帳した。
2017年5月19日、イランで大統領選挙が行われ、翌20日に現職のロウハーニー大統領の再選が発表されたことを受けて、同日中に安倍首相および岸田外相がロウハーニー大統領に宛てて当選を寿ぐ祝辞を送った。
2018年5月8日、ドナルド・トランプ米大統領は他のP5+1諸国（常任理事国5ヶ国およびドイツ）やイランとの事前調整が不十分な状況で核合意からの一方的な離脱を宣言。これを受けて翌9日、河野太郎外務大臣は「我が国は国際不拡散体制の強化と中東の安定に資する核合意を支持しており，引き続き関係国による建設的な対応を期待します。」と表明し、日本はアメリカの対イラン制裁に同調せず引き続き核合意維持を支持するとの談話を発表した。しかしトランプは同年11月にイランに対する経済制裁を復活させ、イランもこれに反発するなど関係が悪化。2019年6月12日より安倍首相がイランを訪問しロウハーニー大統領と最高指導者アリー・ハーメネイーと会談、アメリカとの橋渡しを試みることとなった。
2019年6月12日、当初の予定通り安倍首相によるイラン訪問が実現した。同日の夕刻、安倍首相はロウハーニー大統領と会談して、日本からイランへの医療、環境、防災等の分野における協力実施を表明した上で、イランが地域大国として中東の安定化に建設的な役割を果たすよう要請した。また、防災分野における協力は口先だけの外交辞令に止まらず、イランにおける洪水被害に対する支援として日本が合計250万ドルの緊急無償資金協力を実施することがロウハーニー大統領との首脳会談上で伝達された。翌13日の午前、安倍首相はハーメネイー最高指導者と会談して、ロウハーニー大統領に対して主張したのと同様にイランが地域大国として中東の安定化に建設的な役割を果たすよう要請した。2019年の安倍首相によるイラン訪問は、現地では概ね歓迎されて、日本とイランの二国間関係の強化に成功した。
2019年12月20日、ロウハーニー大統領が現職の大統領として19年ぶりに日本を訪問し、同日18時から3時間以上にわたって安倍首相との首脳会談を行った。安倍首相は、アメリカの核合意（JCPOA）離脱に対するイランの過剰な報復措置について懸念を表明した上で国際原子力機関（IAEA）との連携が重要であるとの認識を示したが、これに対してロウハーニー大統領は、イランとしても核合意の維持が重要であると述べつつも報復的な核合意履行停止措置を取らざるを得なかったイランの立場を説明した。また、米軍の指揮下に入らず自衛隊が独自にペルシア湾地域を航行する船舶を警護していることについて安倍首相から説明があったが、ロウハーニー大統領は他国に依らず自らのイニシアティブで航行の安全確保に貢献する日本の意図に理解を示した上で、日本がこれらの活動をイランに透明性を持って説明していることを評価した。
2020年8月28日、安倍首相は首相官邸で開いた記者会見で、自身の体調悪化を理由に内閣総理大臣職を辞任することを表明。

### ポスト安倍政権（2020年～）

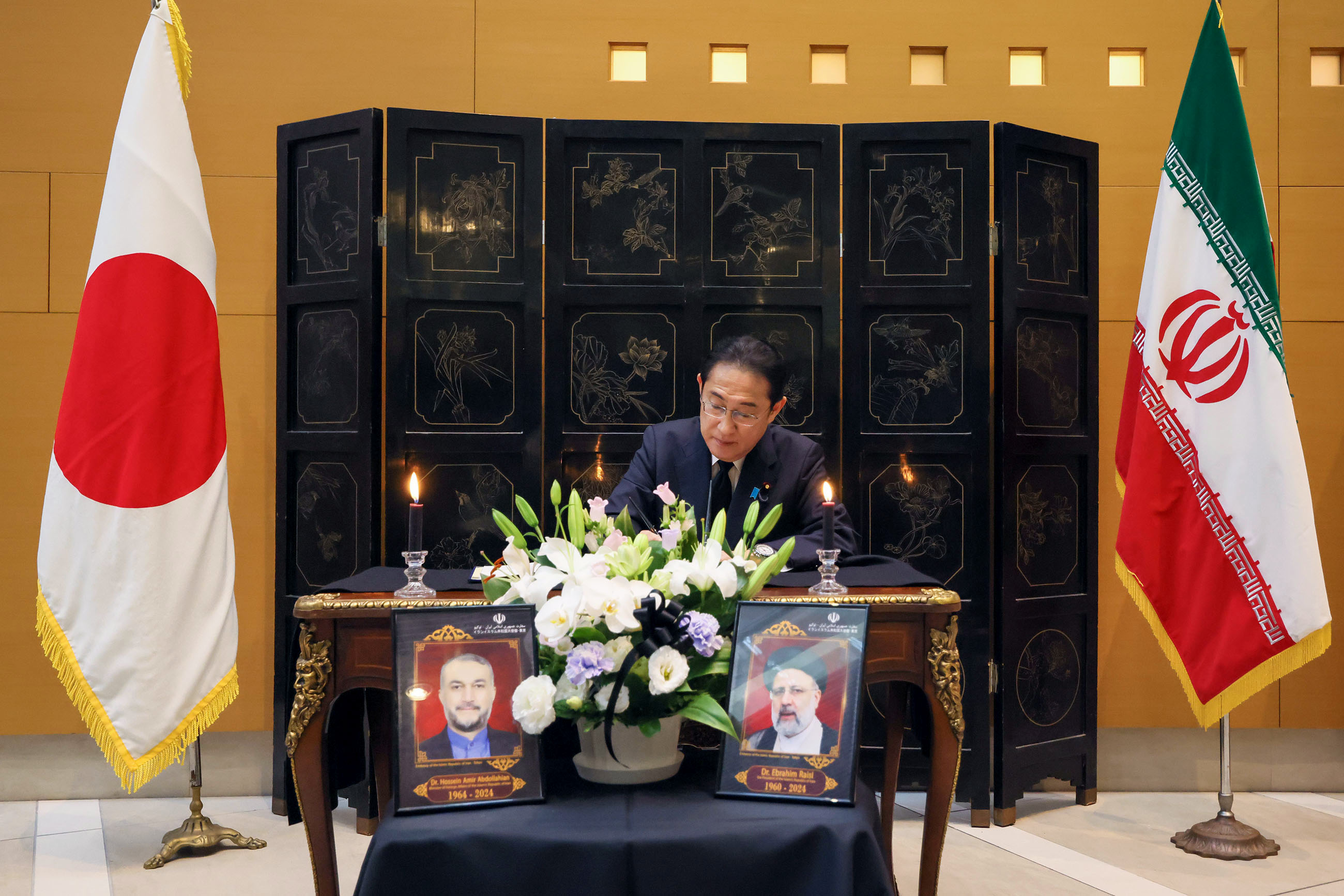
ライースィ・イラン大統領の逝去に伴い、在東京イラン大使館を弔問し記帳する岸田文雄（2024年5月22日）

2020年9月16日、首相を辞任した安倍に代わって菅義偉が第99代内閣総理大臣に就任した。翌17日、イラン大統領のロウハーニーが菅にメッセージを寄せて、菅の内閣総理大臣就任を祝福すると共に日本とイランの関係を強化した安倍前首相の功績を讃え、引き続き両国の友好関係や各分野での相互提携を深められるよう期待を祈念した。
イラン暦で1400年という節目の年に当たる2021年の6月18日にイランで大統領選挙が執行され、開票の結果、エブラーヒーム・ライースィー候補が次期大統領に選出された。3日遅れの同月21日、吉田朋之外務報道官がイラン大統領選について談話を発出したが、2017年のロウハーニー大統領再選の際に安倍が首相として、および岸田が外相として異口同音に「心から祝意を表します。」と再選を祝賀したのとは対照的に、今次の吉田外務報道官談話では来たるライースィー政権に対して「中東地域の緊張緩和と情勢の安定化に向け、建設的な役割を果たしていくことを期待します。」と述べるに止まり、ライースィー候補の当選について祝意を表明しなかった。また、菅義偉首相と茂木敏充外相は、ライースィーが大統領に就任するまで彼に祝辞を送っていない。
2021年8月5日、ライースィーの大統領就任を受けて菅義偉首相が祝辞を発出した。茂木敏充外相は中東歴訪に際して同月22日にイランを訪問し、新任大統領のライースィーと会談している。
2022年9月21日、国連総会出席のためニューヨーク滞在中の首相、岸田文雄が大統領のライースィーと首脳会談を行い、これが安倍首相退陣後では初の日・イラン首脳会談となった。
2024年2月、日本人は観光目的での無査証渡航の対象となった（6か月で1回、最大15日間滞在可能）。
2022年の安倍晋三銃撃事件をうけて、ライースィーは大統領として在テヘラン日本大使館を弔問し、記帳を行った。そのライースィーが東アーザルバーイジャーン州ヘリコプター墜落事故で死去した際には、岸田文雄は首相として在東京イラン・イスラム共和国大使館を弔問し、記帳を行った。
2024年に発足したペゼシュキヤーン政権の外務大臣に、2007年から2011年まで駐日大使をつとめたアッバース・アラーグチーが就任した。

## 要人往来

### パフラヴィー朝時代（1925～1979年）
1957年6月、イランの皇妹ファーテメ・パフラヴィーと同夫君が訪日。1958年5月、皇弟ゴラームレザー・パフラヴィーが訪日し、その後、皇帝モハンマド・レザー・パフラヴィーが国賓待遇で訪日した。その後、皇族が訪日することなく1979年に王政が打倒されたので、王政復古が起こらない限りは、これが史上最後のイラン皇族の訪日となる。また、これまでイランの最高指導者が訪日した例はないので、現時点では、1958年の皇帝来日がイラン国家元首の最後の訪日となっている。（後にハータミー大統領が訪日するが、イランの国家元首は最高指導者であり、大統領は首脳ではあるが国家元首ではない。）
1971年10月、三笠宮妃百合子が、ペルシャ帝国建国2500年式典台臨のためイランを訪問。以後、日本の皇族がイランを訪問したことはないので、これが日本の皇族がイランを訪問した最後の例になっている。
1978年9月、福田赳夫内閣総理大臣がイランを訪問。翌年2月に革命が起こってパフラヴィー朝が崩壊したので、これが日本の首相による最後のパフラヴィー朝イラン訪問となった。

### イラン・イスラム共和国時代（1979年～）
1979年10月、江崎真澄通商産業大臣が日本の現役閣僚として初めて革命後のイランを訪問。1983年8月、安倍晋太郎外務大臣が日本の現役外相として初めて革命後のイランを訪問。1984年4月、アリーアクバル・ヴェラーヤティー外務大臣が革命後のイランの現役閣僚として初めて訪日。
1989年は、1月に昭和天皇が崩御し、6月にホメイニー師が逝去するという日本とイランの両国において大きな悲しみが襲った年であった。同年2月、モスタファー・ミールサリーム副大統領が大喪の礼弔問使節として訪日。同年7月、前月に亡くなった最高指導者ホメイニー師の弔問使節として、藤尾正行自民党政調会長がイランを訪問。また、翌1990年の明仁天皇の即位の礼に際してモアエリ大統領顧問が訪日している。
2000年10月、イランの大統領モハンマド・ハータミーが日本を訪問した。これは革命後のイラン首脳としては初の訪日で、パフラヴィー朝時代を含めると1958年の皇帝来日以来の実に42年ぶりとなるイラン首脳の訪日となった。
2004年8月、橋本龍太郎元総理大臣が日本の首相経験者として初めて革命後のイランを訪問した。2012年4月、鳩山由紀夫元総理大臣がイランを訪問。なお、平成時代（1989年1月～2019年4月）は一度も現職の日本総理によるイラン訪問が行われなかった。
2019年6月には安倍晋三総理が現職の総理として初めて革命後のイランを訪問し、その際にハサン・ロウハーニー大統領、最高指導者アリー・ハーメネイーとも会談。現職の総理が最高指導者と会談したのは初である。なお、安倍自身は父の安倍晋太郎が外相時代にイランを訪れた際、秘書官として同行し、当時大統領だったハーメネイーと面会している。

## 貿易
日本のイランとの外交政策と投資は、歴史的に安全が保障されたエネルギーの供給への要望に著しく影響されていた。2000年頃から急増し、サウジアラビアとアラブ首長国連邦に続ぐ三番目に重要な石油供給国になったが、イランの核開発問題で国連や欧米が制裁に踏み切ったことで、日本も輸入量が急落していった。
|          | 2010年 | 2011年 | 2012年 | 2013年 | 2014年 | 2015年 | 2016年 | 2017年 | 2018年 | 2019年 | 2020年 | 2021年 |
| -------- | ------ | ------ | ------ | ------ | ------ | ------ | ------ | ------ | ------ | ------ | ------ | ------ |
| 対日輸出 | 111.7  | 128.7  | 79.6   | 69.4   | 62.2   | 32.4   | 33.6   | 35.6   | 34.6   | 11.45  | 0.34   | 0.38   |
| 対日輸入 | 20.8   | 17.0   | 6.5    | 1.7    | 2.5    | 2.9    | 5.9    | 8.8    | 7.0    | 0.67   | 0.80   | 0.70   |
| 合計     | 132.5  | 145.7  | 86.3   | 71.1   | 64.8   | 35.4   | 39.5   | 44.4   | 41.6   | 12.12  | 1.14   | 1.08   |

日本とイランの貿易収支はイランに重大な比重がある。2021年、イランからの輸出品の74.5％は織物用糸・繊維製品である。日本からは化学製品（23.6%）、電気機器（22.6%）、科学光学機器（10.0％）を輸出している。
イランでは経済制裁前に輸入された日本車が貴重品となっており、2024年時点では10年使用した中古車に2000万円の価値が付くこともあるという。

## 文化交流

### 日本におけるペルシア語教育
1925年、大阪外国語学校印度語部の研修語として日本初のペルシア語が開講。1961年、大阪外国語学校の流れを汲む大阪外国語大学がペルシア語学科を設置。イラン革命以前の日本においては、大阪外国語大学のみが常設のペルシア語学科を持っている大学であった。2007年には大阪外国語大学が大阪大学に統合されたが、大阪大学外国語学部外国語学科に所属する形でペルシア語専攻が存続している。
教員は2018年現在、大学院言語文化研究科所属教員にイラン現代文学が専門の藤元優子教授、イラン伝承文化学が専門の竹原新准教授、対照言語学が専門の ジャヘドザデ ショルブラグ・ベヘナム、古代イラン言語文化・サンスクリットが専門のレザーイーバーグビーディー・ハサン特任教授が所属している。大学院文学研究科所属教員には、イラン文献学が専門の堂山英次郎准教授が、外国語学部非常勤教員にイラン史が専門の河田久美非常勤講師、イラン地域研究が専門の森田豊子、人文地理学が専門の吉田　雄介非常勤講師が所属している。授業科目は、ペルシア語のみならず、社会地理、イラン史、古典・近現代文学など多岐にわたる。また、ペルシア語独習コンテンツの公開や、雑誌『イラン研究』の発行なども行なっている。卒業生はペルシア語を使い様々な企業に就職し活躍している。
イラン革命が起こった翌年の1980年、東京外国語大学が日本の大学で二番目となるペルシア語学科を開設。1993年、東京外国語大学のペルシア語学科は中東語学科ペルシア語専攻に改組され、1995年には南・西アジア課程ペルシア語専攻となった。
教員は、2018年現在、ペルシア文学・神秘主義文学が専門の藤井守男教授、ペルシア古典文学・イスラーム神秘主義が専門の佐々木あや乃准教授、言語学・イラン諸語が専門の吉枝聡子准教授、ペルシア文学が専門のナスリーン・シャキービー＝モムターズ特定外国語主任教員が所属している。授業はペルシア語のほか、歴史や文学の授業も行っている。インターネット上にモジュールも公開している。
ペルシア語の学部や専攻のある日本の大学は上記の大阪大学と東京外国語大学のみであるが、大東文化大学国際関係学部、中央大学総合政策学部、東京大学では第二外国語としてペルシア語が学ぶことができる。
大学以外にも、日本ではペルシア語を学ぶ機会がある。例えば、在京イラン・イスラーム共和国付属イラン文化交流センターでは年間を通してペルシア語の講座を開講している。

### イランにおける日本語教育
イランにおける日本語教育は、テヘラン大学を中心に行われている。テヘラン大学の日本語・日本文学学科は、1994年に設立された。ここでは、国際交流基金の協力のもと、試行錯誤を重ねながら日本語教育が施されてきた。1999年にはカリキュラムが改訂され、それにより初級・中級レベルの学習に関わる単位数・授業時間数が大幅に増えることになった。その後も修正を加ながら、日本語の基礎的運用能力の確実な習得を重視する教育が現在行われている。

### 日本人のシーア派ムスリム（イスラム教徒）
日本人のシーア派ムスリムとして最も高名なのは、エブラヒム澤田達一師である。シーア派学問の中心地であるゴムのイスラム法学院で神学、法学、論理学、解釈学、政治学を学び、日本人として初のシーア派聖職者となり、1998年に日本へ帰国。イランの宗教大学アルムスタファー国際大学在日事務所の研究教務部長を務めるほか、クルアーンの日本語訳も出版している。

## 外交使節

### 駐日イラン大使・公使

#### 駐日イラン全権公使

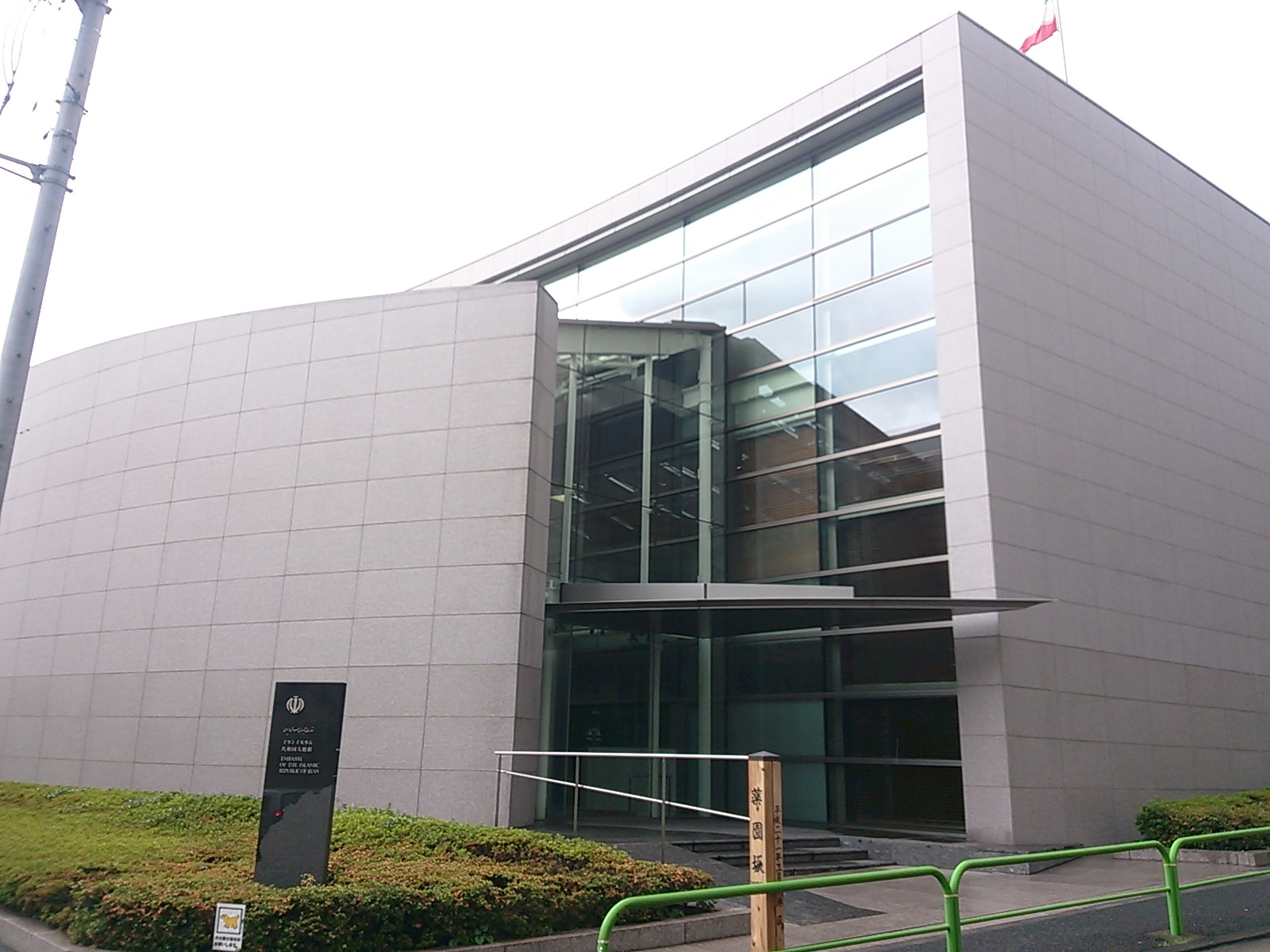
駐日イラン・イスラム共和国大使館（東京都港区南麻布）

- ホウハーネス・ハーン・マーセヘイヤーン（ペルシア語版、英語版）（1930～1931年）
- ハサンアリー・カマール・ヘダーヤト（ペルシア語版）（1931～1933年）
- バーゲル・アズィーミー（1933～1937年）
- アリーモハンマド・シャイバーニー（1937～1938年）
- マフムード・バハードリー（1938～1940年）
- アボルガーセム・ナジュム（ペルシア語版、英語版）（1940～1942年）
  - ※1942～1954年は、イランから日本への駐箚なし
- ムーサー・ヌーリー・エスファンディヤーリー（ペルシア語版）（1954～1955年）[92]

#### 駐日イラン全権大使
- ムーサー・ヌーリー・エスファンディヤーリー（ペルシア語版）（特命全権公使より昇格、1955～1956年、信任状捧呈は4月26日[93]）[92]
- ホセイン・ゴドゥス・ナハイー（ペルシア語版、英語版）（1956～1958年）
- ゴラームアッバース・アーラーム（ペルシア語版、英語版）（1958～1959年）
- ジャヴァード・サドル（ペルシア語版）（1959～1963年）
- ホルモズ・ガリーブ（1964～1968年）
- ファドラッラーフ・ヌールッディーン・キヤー（1968～1972年）
- アブドルホセイン・ハムザーヴィー（ハムザービィ、1972年、信任状捧呈は7月31日[94]）
- ナーセル・マジド・アラダカーニー（1972～1977年）
- ガーセム・サーレフフー（1977～1979年）
  - ※1979～1982年は、イランから日本への駐箚なし
- アブドルラヒーム・ゴヴァーヒー（1982～1987年）
- モハンマドホセイン・アーデリー（1987～1989年）
- ホセイン・カーゼンプール・アルダビーリー（1990～1995年、信任状捧呈は3月15日[95]）
- マヌーチェフル・モッタキー（1995～1999年、信任状捧呈は3月28日[96]）
- アリー・マージェディー（ペルシア語版）（1999～2004年、信任状捧呈は12月24日[97]）
- モーセン・タライ（2004～2007年、信任状捧呈は12月1日[98]）
- アッバース・アラーグチー（2007年～2011年[99]、信任状捧呈は2008年3月11日[100]）
- （臨時代理大使）ホセイン・ヘシュマティーファル（2011～2012年）
- （臨時代理大使）マジード・モジュタヘド・シャベスタリー（2012年）
- レザー・ナザルアーハーリー（2012～2017年、信任状捧呈は11月27日[101]）
- （臨時代理大使）ホセイン・ザンジャーニー（2017年）
- （臨時代理大使）マーシャーアッラー・シャーケリー（2017～2018年）
- （臨時代理大使）ホセイン・ザンジャーニー（2018年）
- モルテザー・ラフマーニー・モヴァッヘド（2018～2022年、信任状捧呈は9月10日[102]）
- （臨時代理大使）モハンマド・レザー・ログマーニー（2022～2023年）
- ペイマン・セアダット（2023年～、信任状捧呈は7月12日[103]）